# 별의 커비 꿈의 샘 디럭스

## 줄거리
푸푸푸 아일랜드의 가장 위에 있는 모두가 행복한 꿈을 꿀 수 있게 해주는 꿈의 샘에서 디디디 대왕이 수영을 하는 사건이 일어난다. 게다가 꿈의 샘에게 힘을 주는 스타 로드도 디디디 대왕의 수하들에 의해 도난 당한다. 그래서 모두가 행복한 꿈을 꾸지 못하자 커비가 이에 대해 나선다.

## 게임의 요점
1993년 패미컴(NES)으로 새로 이식되어 컬러화 된 별의 커비 꿈의 샘 이야기가 2002년 게임보이 어드밴스 버전 꿈의 샘 디럭스로 새롭게 리메이크 되었다.
스테이지 사이에 목숨을 얻을 수 있는 기회가 마련 되어 있는 보너스 게임, 필요한 능력을 미리 얻을 수 있는 박물관, 거대한 적과 1:1 정면 승부를 할 수 있는 투기장 등등 쉽고도 재밌는 요소들이 많다.
처음에는 스테이지를 클리어 할 때마다 보너스 요소가 자동으로 나타나지만, 스테이지를 지나면 지날 수록 숨겨진 미니 게임 및 보너스 요소들을 스테이지 안에 있는 숨겨진 장소를 직접 찾아 내야 하며, 심지어 보너스 요소들도 난이도가 높아진다.
게임을 모두 클리어 하면 보너스 게임을 마음껏 즐길 수가 있으며, 이 게임에 잠겨있는 보너스 요소들을 모두 찾아내 100%를 만들어 내면 난이도가 높아지는 Extra Mode를 즐길 수 있고, Extra Mode로 100% 깰 경우엔 메타나이트로 플레이 할 수 있다.

## 스테이지 소개
- Level. 1 Vegetable Valley (야채 계곡, 4개의 스테이지, 보스 : 위스피 우드)
- Level. 2 Ice Cream Island (아이스크림 섬, 5개의 스테이지, 보스 : 페인트 롤러)
- Level. 3 Butter Building (버터 빌딩, 6개의 스테이지, 숨겨진 비밀공간 2개, 보스 : 미스터 샤인, 미스터 브라이트)
- Level. 4 Grape Garden (포도 정원, 6개의 스테이지, 숨겨진 비밀공간 3개, 보스 : 크랙코)
- Level. 5 Yogurt Yard (요구르트 마당, 6개의 스테이지, 숨겨진 비밀공간 4개, 보스 : 헤비 몰)
- Level. 6 Orange Ocean (오렌지 바다, 6개의 스테이지, 전부 숨겨진 비밀공간, 보스 : 메타나이트)
- Level. 7 Rainbow Resort (무지개 리조트, 6개의 스테이지, 숨겨진 비밀공간 2개, 보스 : 디디디 대왕) (메타나이트 메어의 마지막 스테이지)
- Level. 8 The Fountain Of Dreams (꿈의 샘, 마지막 스테이지, 스타로드로 최종 보스 결투, 보스 : 나이트메어)